# Charles Redland
Charles Redland (7 de julio de 1911 - 18 de agosto de 1994) fue un compositor, director de orquesta y multiinstrumentista (saxofón, clarinete, violonchelo, trompeta, trombón, acordeón y marimba) de nacionalidad sueca.

## Biografía
Su nombre completo era Karl Gustaf Mauritz Nilsson, y nació en Södertälje, Estocolmo (Suecia). Charles Redland era un niño prodigio, y debutó como pianista de café a los tres años de edad. Antes de ir a la escuela, ya dominaba la batería, el banjo y varios instrumentos de cuerda. En sus años escolares aprendió a tocar el saxofón, la corneta, el trombón y el violonchelo, y fue baterista de la orquesta de baile de su padre, John Redland.
Debutó como músico profesional en el año 1929. En 1930 empezó a tocar con una orquesta propia en el club nocturno Barbarina. Cuando Arne Hülphers se hizo cargo de la orquesta de Håkan von Eichwald en el Fenixpalatset, Redland actuó como trombonista y saxofonista. Sin embargo, tres meses después volvió a su propia orquesta, estando activo como director hasta mediados de los años 1970.
Hizo sus primeras grabaciones en 1935 (con excepción de una grabación privada en 1933), y en los años 1930 y 1940 grabó varios discos para los sellos Kristall, Sonora y Columbia Records. Muchos de ellos fueron discos de jazz de gran interés, en los cuales colaboró con músicos como Stig Holm, Zilas Görling y George Vernon.
Redland fue también muy activo como compositor y arreglista de bandas sonoras de múltiples producciones cinematográficas y televisivas. 
Charles Redland dejó la actividad musical a medidos de la década de 1970. Falleció en Saltsjöbadens, Estocolmo, en el año 1994.

## Filmografía (selección)

### Actor
- 1972 : Anderssonskans Kalle
- 1958 : Jazzgossen
- 1934 : Sången till henne

### Compositor
- 1977 : 91:an och generalernas fnatt
- 1976 : Agaton Sax och Byköpings gästabud
- 1974 : Rännstensungar
- 1973 : Anderssonskans Kalle i busform
- 1972 : Anderssonskans Kalle
- 1969 : Kråkguldet (TV)
- 1968 : Under ditt parasoll
- 1968 : Freddy klarar biffen
- 1967 : Kullamannen (TV)
- 1965 : Pang i bygget
- 1965 : Att angöra en brygga
- 1965 : Salta gubbar och sextanter
- 1965 : Modiga mindre män
- 1964 : För att inte tala om alla dessa kvinnor
- 1964 : Åsa-Nisse i popform
- 1964 : Tre dar på luffen
- 1963 : Mordvapen till salu
- 1963 : Tre dar i buren
- 1962 : Sten Stensson kommer tillbaka
- 1962 : Raggargänget
- 1961 : Åsa-Nisse bland grevar och baroner
- 1961 : Briggen Tre Liljor
- 1961 : När seklet var ungt
- 1960 : Alla vi barn i Bullerbyn (TV)
- 1959 : Mälarpirater
- 1959 : Lejon på stan
- 1959 : 91:an Karlsson muckar (tror han)
- 1959 : Fröken Chic
- 1959 : Himmel och pannkaka
- 1958 : Jazzgossen
- 1958 : Bock i örtagård
- 1957 : Far till sol och vår
- 1957 : Blondin i fara
- 1957 : Mästerdetektiven Blomkvist lever farligt
- 1957 : Lille Fridolf blir morfar
- 1957 : Sjutton år
- 1957 : 91:an Karlsson slår knock out
- 1957 : Möten i skymningen
- 1956 : Sista paret ut
- 1956 : Sceningång
- 1955 : Finnskogens folk
- 1954 : Två sköna juveler
- 1954 : I rök och dans
- 1953 : Ursula – flickan i finnskogarna
- 1953 : Bror min och jag
- 1952 : Kalle Karlsson från Jularbo
- 1952 : Snurren direkt
- 1951 : Det var en gång en sjöman
- 1949 : Hin och smålänningen
- 1948 : Marknadsafton
- 1948 : Robinson i Roslagen
- 1946 : Bröllopet på Solö
- 1944 : Stopp! Tänk på något annat
- 1944 : Örnungar
- 1944 : En dotter född
- 1943 : En flicka för mej
- 1943 : Professor Poppes prilliga prillerier
- 1943 : En fånge har rymt
- 1942 : Olycksfågeln nr 13

## Discografía
- Live at Tanto. LP. Club 78. 1974.
- Blue evening. 1937-49. LP. Odeon : 4E 054-35168. 1975
- Big band music is great for dancing. LP. Koster : KLPS 146. 1985